# Non Stop Erotik
NonStopErotik es un álbum de estudio del músico y compositor estadounidense Black Francis, grabado entre Brooklyn y Londres y publicado el 30 de marzo de 2010 en Estados Unidos y el 6 de abril en el resto del mundo.

## Lista de canciones
1. "Lake of Sin"
2. "O My Tidy Sum"
3. "Rabbits"
4. "Wheels" (versión de Flying Burrito Brothers)
5. "Dead Man's Curve"
6. "Corrina"
7. "Six Legged Man"
8. "Wild Son"
9. "When I Go Down on You"
10. "Nonstoperotik"
11. "Cinema Star"

## Recepción
El álbum recibió buenas críticas en general, recibiendo un promedio del 70% en Metacritic.